# Gurra e Vogël
Gurra e Vogël (albanisch auch Gurrë e Vogël) ist eines von 17 Dörfern in der Njësia administrative Petrela im Qark Tirana.
Seit einer Verwaltungsreform im Jahr 2015 gehört es zur Gemeinde Tirana.
Das Dorf liegt in einer hügeligen, dünn besiedelten Gegend südöstlich von Tirana in Höhenlagen zwischen 195 und 270 m. ü. A. Im Osten erhebt sich der Mali i Priskës (1365 m ü. A.), im Westen liegt das Tal des Erzen mit den Hauptverkehrswegen in der Region, darunter die Autostrada A3. Das Stadtzentrum von Tirana ist in Luftlinie rund acht Kilometer entfernt.
Im Ort befindet sich eine Grundschule, die von etwa 120 Schülern besucht wird (Stand 2013). Der private Fernsehsender RTV Ora News berichtete 2013 über desolate Zustände in dem Gebäude, insbesondere habe es weder Fenster noch Türen, und es gebe keinen Strom. Die Bewohner des Ortes appellierten an die lokalen Behörden, die Missstände zu beseitigen, ansonsten würden sie den Unterricht boykottieren und ihren Kindern den Schulbesuch verbieten.